# كارل لودفيغ فيلدينوف

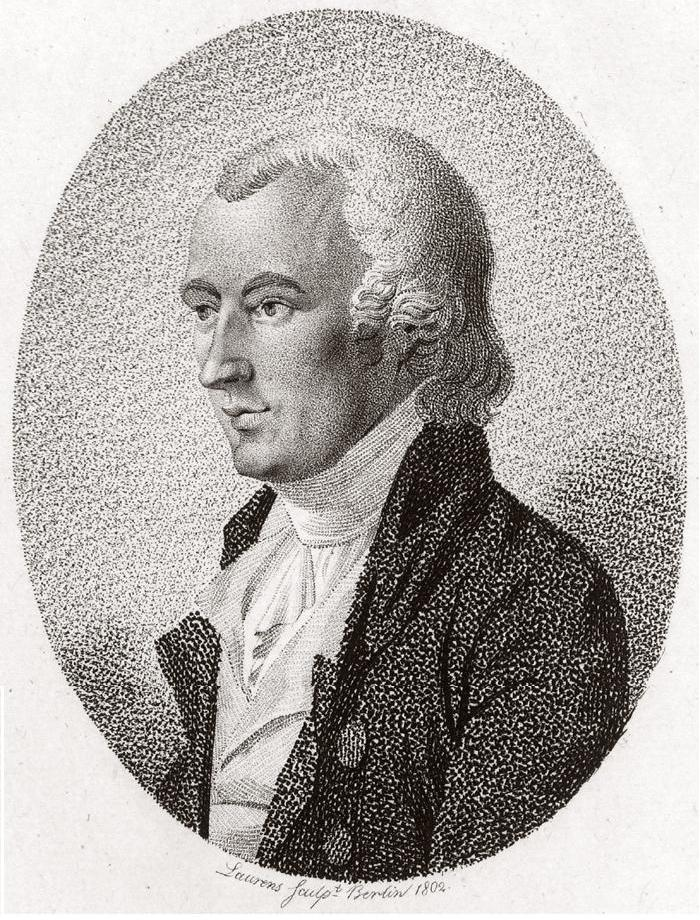
كارل لودفيغ فيلدينوف

كارل لودفيغ فيلدينوف (1765-1812) (بالإنجليزية: Carl Ludwig Willdenow)‏ هو عالم نبات ألماني.

## روابط خارجية
- كارل لودفيغ فيلدينوف على موقع الموسوعة البريطانية (الإنجليزية)